# Federación de Los Verdes (España)
La Federación de Los Verdes es una federación de partidos española de ideología ecologista. Es fundada en noviembre de 1984 como Los Verdes, con la ayuda de Petra Kelly, en un periodo de expansión y consolidación de numerosos partidos de esta nueva ideología en Europa en la década de los años 1980 que nacieron al calor de Los Verdes de Alemania.
Se reorganizó en una suma de partidos de carácter autonómico en 1995, adoptando la denominación Confederación de Los Verdes, para en 2014 modificarla por su forma actual.
Fue uno de los miembros fundadores del Partido Verde Europeo en 2004, hasta que fue expulsado en 2012 debido a un periodo de división interna, que desembocó en la asunción de la representación del Partido Verde Europeo en España por parte de Verdes Equo.

## Historia

### Origen y años 1990

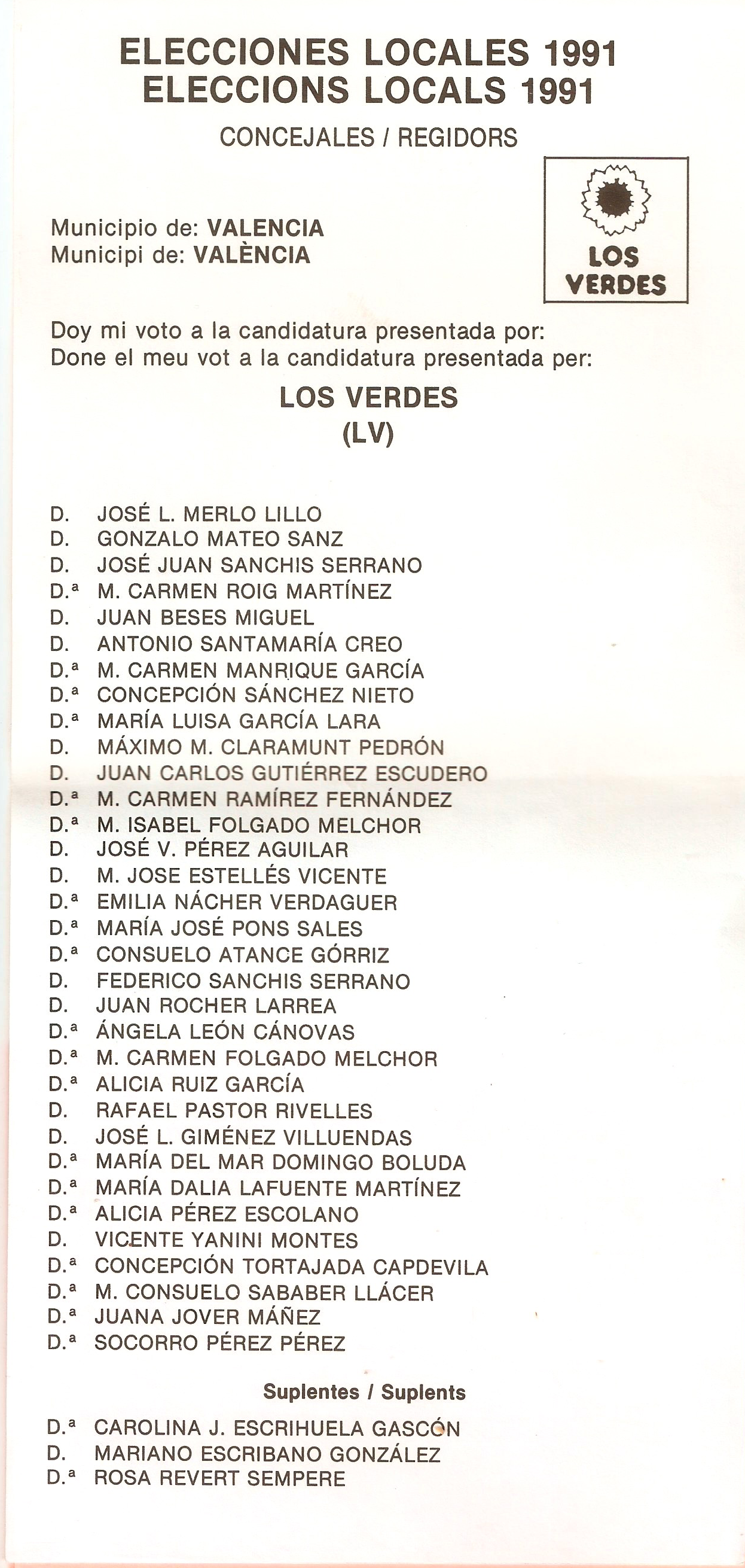
Papeleta de los Verdes para las elecciones municipales de 1991 en Valencia.

El 29 de mayo de 1983, en el Puerto de la Cruz (Tenerife), un grupo de dieciséis activistas ecologistas de toda España firmaron el llamado "Manifiesto de Tenerife", en el que exigieron un cambio de la política social y económica y formularon su desconfianza hacia los partidos políticos establecidos para conseguir "cotas crecientes de calidad de vida y de disfrute adecuado de los recursos naturales". El texto se convirtió en  precursor del ecologismo político en España, que iniciaría un proceso que culminaría con la fundación del partido político. Es redactado durante la segunda edición del Festival de Cine Ecológico y de Naturaleza en Puerto de la Cruz, aprovechando el viaje de diversas personas invitados a impartir conferencias y participar en diversas mesas redondas. Contó además con el apoyo de la diputada verde alemana Petra Kelly, y una de las figuras históricas de la creación y consolidación del ecologismo político en Alemania y Europa. Tras ello se formó una gestora en La Orotava en el año 1984 con la conseguiente inscripción en el registro de partidos políticos del Ministerio del Interior.
Las elecciones municipales del 22 de junio de 1987 fueron las primeras en las que Los Verdes logran superar la barrera del 5% de los sufragios en dos municipios, consiguiendo sus dos primeros concejales en los Ayuntamientos de Villena (Alicante) y Baños de Valdearados (Burgos). El 8 de octubre de 1988 consiguieron el reconocimiento europeo de la coordinadora Alianza Verde Europea, que más tarde se transformaría en la Federación Europea de Partidos Verdes y que acabaría en la fundación en Roma en el 2004, del Partido Verde Europeo.
En abril de 1987 se crea en Cataluña Els Verds como referente en dicha región de Los Verdes de cara a las elecciones europeas de ese mismo año. Al año siguiente comienza un acercamiento a Alternativa Ecologista de Catalunya (AEC), hasta que en 1993 ambas formaciones convergen en Els Verds-Confederació Ecologista de Catalunya (EV-CEC).
Pese a obtener 157.103 votos en las elecciones generales de 1989 y 185.940 en las de 1993, no lograron representación en el Congreso. Entre las europeas de 1987 y de 1994, los resultados obtenidos por Los Verdes fueron discretos, siendo su mejor resultado en las de 1989 con 164.524 votos (1.04 %), quedando a más de 74.000 votos de obtener representación. A nivel municipal, obtuvo 73.548 votos (0,39%) y 4 concejales en 1991, y 13.490 votos (0,06%) y 4 concejales en 1995. En las elecciones municipales de 2003 en Madrid todas las siglas verdes se presentaron en la coalición Los Verdes-Izquierda de Madrid, con José María Mendiluce como candidato, que logró 26.448 votos (1,55%).
Tras una profunda crisis a partir de los principios de los años 1990 en el seno de movimiento ecologista español, (marcado por profundas diferencias que dieron lugar a la creación de otros partidos nacionales, como Los Verdes Ecopacifistas en 1988 y Los Verdes-Grupo Verde en 1994) los miembros del partido aprobaron su transformación en una confederación de partidos regionales (congreso de Granada en 1995).
Debido a la fuerte disgregación del voto verde y al sistema electoral español, que evitaron que Los Verdes obtuvieran representación en el Congreso, la organización hizo un cambio de estrategia, tratando de buscar acuerdos con otras formaciones (como el Partido Socialista Obrero Español o con Izquierda Unida) para formar listas conjuntas. Así, Berdeak obtuvo un diputado en coalición con Ezker Batua en las elecciones al Parlamento Vasco de 1994; Los Verdes de Andalucía logra 2 diputados en las Elecciones al Parlamento de Andalucía de ese mismo año coaligados con Izquierda Unida; Els Verds-Confederació Ecologista de Catalunya (EV-CEC) un diputado en coalición con Iniciativa per Catalunya en las elecciones al Parlamento de Cataluña de 1995; y Els Verds del País Valencià otro en las elecciones a las Cortes Valencianas de 2003 dentro de Esquerra Unida-L'Entesa. También obtuvo un senador (Álvaro Martínez Sevilla) entre 1994 y 1996 por designación autonómica del Parlamento de Andalucía. En las elecciones europeas de 1999 se presentó en la coalición Los Verdes-Las Izquierdas de los Pueblos junto a Iniciativa per Catalunya Verds (ICV), quedándose la coalición a tan sólo 6.000 votos de obtener 1 eurodiputado.
Una de las comunidades donde Los Verdes siempre mantuvieron mayor peso fue en las Islas Baleares. Así, Los Verdes de las Islas Baleares obtuvieron un diputado por Ibiza en las elecciones al Parlamento de las Islas Baleares de 1995. Posteriormente, lo revalidaron en las de 1999 dentro del Pacto Progresista de Ibiza, en las de 2003 en coalición con Izquierda Unida de las Islas Baleares, y en las de 2007 dentro del Bloc per Mallorca.

### Primera década delsigloXXI
En mayo de 2000, y junto a Iniciativa per Catalunya Verds, Los Verdes-Izquierda de Madrid, Izquierda Democrática Cántabra, Esquerda Galega, la Chunta Aragonesista y Esquerra Verda - Iniciativa pel País Valencià, participaron en la creación de un proceso de convergencia entre partidos verdes y de izquierda llamado Los Verdes-Izquierda Verde. Los discretos resultados electorales hicieron que sus miembros abandonaran el proyecto a los pocos años.
En las elecciones generales de 2004 la Confederación de Los Verdes se presentó en coalición con el PSOE, obteniendo 2 escaños en el Congreso: Francisco Garrido Peña (2004-2008) por Sevilla y Joan Oms (2007-2008) por Barcelona. Este acuerdo se mantuvo para las europeas de ese año, logrando un eurodiputado (David Hammerstein), que se integró en el Grupo de Los Verdes/Alianza Libre Europea. No obstante, la estrategia fue controvertida y provocó nuevas escisiones dentro del partido; aun así, este acuerdo se rompió en 2007, tomando la decisión de presentarse en solitario a las próximas elecciones.
En las elecciones generales de 2008 se presentó con Joan Oms como candidato; sin embargo también presentaron candidaturas en solitario de Los Verdes de Andalucía, Los Verdes de Aragón, Els Verds-Opció Verda, Los Verdes de Extremadura, Partido Verde Canario y Los Verdes de la Región de Murcia. Sin embargo algunos de los partidos miembros decidieron firmar acuerdos particulares con otras fuerzas locales y de izquierda, ya que los acuerdos estatales no tienen por qué ser vinculantes a los miembros de la confederación; así, Els Verds del País Valencià se presentó en coalición con Los Verdes Ecopacifistas como Els Verds-Los Verdes, Los Verdes de Asturias lo hizo junto a Izquierda Unida (IU) y Bloque por Asturies, Els Verds de Menorca junto al PSIB-PSOE, y Els Verds de Mallorca dentro de Unitat per les Illes. Los Verdes de Madrid incluyeron candidatos en las listas de IU.
Tras esta cita electoral, se celebró en Fuenterrabía un reunión 15 asambleas territoriales y 50 militantes en la cual se suscribió la Declaración de Hondarribia, con el objetivo de constituir una organización autónoma sin formar alianzas con partidos mayoritarios como hasta entonces. Dicha reunión, que tuvo lugar sin la aprobación de la dirección de la Confederación, fue reprobada el 11 de mayo de 2009 por el portavoz oficial de la Confederación, Joan Oms, quien restó importancia al encuentro y defendió las alianzas con otras fuerzas políticas, considerando que de otro modo no se alcanzaría trascendencia política.
De cara a las elecciones al Parlamento Europeo de 2009 la Confederación de Los Verdes entabló conversaciones con otros grupos, integrándose finalmente en la candidatura de Europa de los Pueblos - Verdes, junto a partidos nacionalistas como Esquerra Republicana de Catalunya (ERC), el Bloque Nacionalista Galego (BNG), Aralar o Eusko Alkartasuna. Esta decisión sufrió varias impugnaciones internas y provocó malestar en el Partido Verde Europeo, que anunció su apoyo al otro partido que lo integra en España, Iniciativa per Catalunya Verds, que a su vez renovó su acuerdo con Izquierda Unida. Este malestar con Europa de los Pueblos - Verdes desembocó en que gran parte de los integrantes de la Confederación no le dieron su apoyo ni pidieron el voto para la coalición; esas formaciones fueron Berdeak, Los Verdes de Asturias, Nafarroako Berdeak, Los Verdes de Cantabria, Los Verdes de Murcia, Los Verdes de La Rioja, Los Verdes de Castilla y León, Los Verdes de Madrid, Los Verdes de Castilla-La Mancha, Los Verdes de Extremadura, Los Verdes de Ceuta, Los Verdes de Aragón, Els Verds de Mallorca, Els Verds de Menorca y varias asambleas de Los Verdes de Andalucía.
Finalmente, los resultados de Europa de los Pueblos - Verdes fueron de 394.938 votos (2,53%), obteniéndose un eurodiputado rotativo entre ERC, BNG, Aralar y Los Verdes. La Confederación de Los Verdes tuvo derecho a ocupar el cargo los últimos seis meses de la legislatura. En los territorios donde se presentaba la coalición con el nombre "Los Verdes", se cosechó el peor resultado de la historia de Los Verdes con una media de 0,15% de los votos y un total de 23.776 votos en toda España.
En julio de 2009, se creó la Coordinadora Verde, la cual impulsó la llamada "I Universidad Verde de Verano", que contó con la presencia de Philippe Lamberts, portavoz del Partido Verde Europeo (PVE), y Bodill Ceballós, diputada verde en Suecia, en otros. A la par, el Partido Verde Europeo (PVE) se marcó en octubre de 2009 el objetivo de dar impulso a los partidos verdes de aquellos países con gran población y escasa fuerza electoral, como España, Italia o Polonia, durante la celebración del XI Consejo del PVE. A esta reunión acudieron 3 representantes de la Coordinadora Verde de Hondarribia (Florent Marcellesi, Rafa Font y Annette Muggenthaler). Entre las medidas adoptadas, se propuso una reunión del PVE a principios del 2010 en Madrid coincidiendo con la Presidencia española de la Unión Europea para presentar a la sociedad española su política del Green New Deal.
Posteriormente, del 29 de julio al 1 de agosto de 2010, se celebraría la segunda edición de estas jornadas en la localidad de Beire, también con la participación del Partido Verde Europeo (PVE), y que contó con personalidades como el exdirector de Greenpeace en España Juan López de Uralde, el director ejecutivo de SEO/Bird Life Alejandro Sánchez y el vicepresidente de Sustainable Labour Joaquín Nieto.
A fecha de 16 de enero de 2010 eran miembros de la Confederación de los Verdes: Los Verdes de Andalucía, Los Verdes de Asturias, Los Verdes de Castilla y León, Els Verds-Opció Verda, Els Verds del País Valencià, Los Verdes de Extremadura, Els Verds de Mallorca, Els Verds de Menorca, Partido Verde Canario, Los Verdes de Madrid y Los Verdes de la Región de Murcia.

### Acuerdo con IU
El 9 de enero de 2010 la Confederación de Los Verdes y Los Verdes-Grupo Verde (LV-GV) constituyeron la Coordinadora de Los Verdes, firmando ambos un preacuerdo político de acción conjunta, y estableciendo ciertos acuerdos políticos ambas formaciones con Izquierda Unida (IU). Así, en las elecciones a la Asamblea de Madrid de 2011, LV-GV y Gira Madrid-Los Verdes (miembro de la Confederación de Los Verdes) se presentaron juntos.
Ese mismo año, en las elecciones generales la Confederación de Los Verdes, Gira Madrid-Los Verdes, Els Verds-Opció Verda y Els Verds del País Valencià se presentaron también junto a IU y otros partidos dentro de La Izquierda Plural; está asociación se extendió también a las autonómicas de Andalucía y de Asturias de 2012. Sin embargo LV-GV lo hizo en solitario, para poco después romper su alianza con IU en la Comunidad de Madrid alegando que esta había incumplido los acuerdos electorales. El resto de partidos miembros habían firmado el 4 de junio el manifiesto fundacional de Equo. En ninguna de las dos candidaturas se obtuvo representación verde.
En enero de 2012, los portavoces de la Confederación de Los Verdes mantuvieron una reunión con Izquierda Unida para analizar los resultados de su alianza en las elecciones generales de 2011 En abril anunciaron asimismo que el grupo de La Izquierda Plural en el Congreso serviría como "canal" para presentar iniciativas en las Cortes, y la intención de organizar en junio de ese mismo año el segundo encuentro de "ecología política". En julio de 2013 el coordinador federal de Izquierda Unida, Cayo Lara, y el secretario de organización de la Confederación de los Verdes, Toni Roderic, reafirmaron su alianza de cara a las próximas elecciones europeas, animando a Equo a unirse a esta.
Finalmente la Confederación será uno de los partidos que se presentarán coaligados con IU de cara a las elecciones europeas de 2014. Por su lado, LV-GV se presentará a dicha cita electoral junto a Els Verds - Alternativa Ecologista y Los Verdes Ecopacifistas.

### Relaciones con Equo
El 25 de septiembre de 2010 se llevó a cabo una reunión de los partidos asociados a la Confederación, con la asistencia de Alejandro Sánchez y la moderación del Partido Verde Europeo, para determinar si el movimiento que se estaba gestando en torno a la Fundación Equo debía desarrollarse en torno a la Confederación o no. Equo pidió la disolución de la Confederación y el ingreso de sus militantes a la nueva formación, a lo que la mayoría de los partidos de la Confederación presentes (Los Verdes de Andalucía, Partido Verde Canario, Los Verdes de Asturias, Euskadi Berdeak, Los Verdes de Aragón, Coordinadora Verde de Madrid, Los Verdes de Extremadura, Los Verdes de Murcia, Els Verds de Mallorca, Els Verds de Menorca, Los Verdes de Segovia) aceptaron con la firma del siguiente manifiesto:

Declaración de apoyo al proyecto Equo

Reunidos los partidos verdes de diferentes ámbitos autonómicos y territoriales del Estado que forman parte de la Confederación de Los Verdes y del Partido Verde Europeo, Los Verdes de Andalucía, Partido Verde Canario, Los Verdes de Asturias, Euskadi Berdeak, Los Verdes de Aragón, Coordinadora Verde de Madrid, Los Verdes de Extremadura, Los Verdes de Murcia, Els Verds de Mallorca, Els Verds de Menorca, Los Verdes de Segovia, en sesión celebrada en Madrid, el 24 de septiembre de 2010, con presencia de Alejandro Sánchez (EQUO) y de Stèphane Sitbon- Gómez (Partido Verde Europeo).

RESUELVEN

Apoyar la iniciativa del proyecto EQUO, liderado por Juan López de Uralde, con el objetivo de contribuir a la construcción de una fuerza política verde estatal que represente las posiciones y propuestas de la ecología política, al mismo tiempo apoyamos los planteamientos ideológicos del Proyecto Equo, convencidos de que la Ecología y la Igualdad han de ser centro y objetivo para salir de la crisis económica, social y ecológica, así como para establecer los valores de la ética política como ejemplo de una nueva forma de compromiso con la ciudadanía. Decidimos contribuir con el esfuerzo de cada uno de los partidos firmantes a la presencia concejales en los municipios, y de diputados verdes tanto en el Congreso de los Diputados como en el Parlamento Europeo que defiendan intereses y valores innovadores para afrontar la crisis global pensando en las personas y la naturaleza.

Pese a abandonarla gran cantidad de los partidos que la apoyaban, sin embargo la Confederación no se disolvió, ya que esta contaba con entidad jurídica propia. Igualmente, Els Verds del País Valencià, que asistió a la reunión, no abandonó la Confederación, proponiendo en su lugar una "reforma" de la Confederación.
Los firmantes de la declaración de apoyo a Equo suscribieron posteriormente el manifiesto fundacional de Equo en julio de 2011 y esta forma, la mayoría los partidos que pertenecían a la Confederación de Los Verdes pasaron a integrarse en Equo. Poco antes, la mermada Confederación estableció un acuerdos político con Izquierda Unida.
La divergencia entre la Confederación (en la que sólo permanecieron activos Els Verds-Opció Verda, Gira Madrid-Los Verdes y Els Verds del País Valencià) y Equo se acentuaron al afrontar las elecciones generales de 2011. Mientras que la Confederación y sus tres partidos se presentaban dentro de La Izquierda Plural, Equo lo hacía en solitario o coaligado pequeñas formaciones de izquierda nacionalista (Compromís, PSM-Entesa Nacionalista, Entesa per Mallorca, Alternativa Sí Se Puede, Socialistas por Tenerife).
También se produjeron movimientos de Equo y la Confederación respecto al Partido Verde Europeo. Mientras que éste mostraba un apoyo explícito a Equo en el congreso realizado en París en noviembre de 2011, la Confederación trataba en dicho congreso de conseguir que la resolución fuese abandonada y se mostrase apoyo en su lugar a la coalición electoral con Izquierda Unida.
En abril de 2012, se hizo público que la Confederación de Los Verdes estrecharía sus lazos con Izquierda Unida, participando en la X Asamblea Federal de IU. El líder de Els Verds-Opció Verda y coportavoz de la Confederación, Joan Oms, acusó a Equo de "irresponsabilidad" y "oportunismo", calificando sus resultados en las anteriores elecciones (generales y autonómicas en Andalucía y Asturias) de "fracaso". En respuesta, organizaciones de Equo afirmaron que el Partido Verde Europeo se había dirigido a Els Verds del País Valencià para pedirles que se unieran a Equo, y que éste planeaba expulsar a la Confederación en un breve plazo. Equo en la Comunidad Valenciana había decidido ya su coalición con los nacionalistas del Bloc Nacionalista Valencià dentro de Compromís, lo cual complicó mucho esa posibilidad de unión. En mayo de 2012, tras una petición formal de los trece miembros de la Confederación que sí se habían unido a Equo, el Partido Verde Europeo decidió, con el apoyo del 90% de sus miembros, que la Confederación dejara de ser miembro del PVE. Según éste, la Confederación "no cumple los requisitos mínimos de democracia interna", al ser "una estructura vacía".
Ante estos hechos, la Confederación anunció que impugnaría la decisión con una carta al PVE en la que acusaba a éste de promover "la división del voto apoyando a un partido que no es todavía miembro del PVE" (refiriéndose a Equo), "y consiguió como único resultado un diputado nacionalista defensor de los trasvases y de los toros" (Joan Baldoví, militante del Bloc elegido en la lista de Compromís-Equo), en tanto que Izquierda Unida, en coalición con la Confederación de Los Verdes, había conseguido "11 diputados, lo que significa el mejor avance electoral jamás hecho". En la carta también atacaban a Iniciativa per Catalunya Verds (ICV), a la que acusaron de "deslealtad", ya que pese a ser miembro del PVE y haber firmado un protocolo de colaboración con Equo, concurrieron a las elecciones en coalición con Izquierda Unida por "oportunismo". También negaron que algunos de los partidos integrados en Equo a los que el PVE aludía como integrantes de la Confederación hubiesen sido nunca miembro de pleno derecho de esta.
En 2013 celebró su 30.º aniversario con otro documento.
La Confederación de los Verdes concurrió a las elecciones europeas de 2014 en la candidatura de La Izquierda Plural.

### Desde 2013
Existen varios partidos orgánica e ideológicamente herederos de Los Verdes:
- Los Verdes (anterior Confederación, actual Federación), con sede estatal en Valencia. Se extienden por todas las comunidades de España y realizaron su XIV congreso en octubre de 2020.[41] Hasta 2014 se presentaban con Izquierda Unida o por separado. En el ciclo electoral de 2015-2016 se presentaron con X la Izquierda en algunas circunscripciones, obteniendo resultados de alrededor del 0,03%. En el ciclo electoral de 2019 sólo algunos de sus integrantes se presentaron por separado en algunas circunscripciones, obteniendo porcentajes entre el 0,01% y el 0,03%. Donde no se presentan piden el voto para la candidatura que integra a Verdes Equo.
- Verdes Equo, incluye a un centenar de partidos verdes o ecologistas que se unieron para formar este partido estatal, saliendo para ello de la Confederación de Los Verdes, algunos de cuyos miembros rechazaron este proceso. En la Comunidad Valenciana concurren con Compromís y en el resto de España o se presentan con Más País, Sumar (coalición), o lo hacen en solitario, o no se presentan y piden el voto para Unidas Podemos, Sumar (coalición) o equivalente.
- Alianza Verde es una escisión de Equo surgida en 2019 por diferencias en la política de alianzas de Equo. Fue registrada como partido en 2021 y se integró en Unidas Podemos, Sumar (coalición), y cuenta entre otros con Juan López de Uralde, fundador de Equo y diputado de Unidas Podemos, Sumar (coalición).
- Los Verdes-Grupo Verde: desde su formación en 1995 se presentan en solitario o con otros partidos minoritarios verdes o ecologistas, siguiendo una política de no alianza con partidos de mayor tamaño como Podemos, Izquierda Unida, PSOE, o Compromís (con la excepción de un periodo de alianza con IU entre 2010 y 2012). Desde 2015 a 2020 se presentan con Recortes Cero,[42][43][44] coalición formada y liderada por la Unificación Comunista de España (UCE)[45] (donde militaba la cabeza de lista).[46] Desde mayo de 2020 están casi inactivos, donde no se presentan piden el voto para la candidatura que integre Verdes Equo. En municipales y autonómicas de 2023 en Canarias integraron la coalición Drago Verdes Canarias.
- Otros partidos minoritarios verdes o ecologistas que concurren a las elecciones con Podemos o equivalente según región, Izquierda Unida o equivalente según región, en solitario o con partidos minoritarios verdes o ecologistas (Gira Madrid-Los Verdes, Els Verds del País Valencià, Els Verds-Opció Verda, Ecosocialistas de la Región de Murcia, etcétera)

## Resultados electorales

### Elecciones generales
En la tabla figuran los resultados electorales de todas las candidaturas verdes que se han presentado a las elecciones generales; los resultados de la Confederación de Los Verdes figuran en negrita.
| Elecciones                             | Candidatura                                                        | Votos                    | %                           | Diputados                                                           | Notas |
| -------------------------------------- | ------------------------------------------------------------------ | ------------------------ | --------------------------- | ------------------------------------------------------------------- | --- |
| 1986                                   | Los Verdes (LV)                                                    | 31.909                   | 0,16                        | 0                                                                   | |
| 1986                                   | Lista Alternativa Verde (LAV)                                      | 29.567                   | 0,15                        | 0                                                                   | |
| 1986                                   | Vértice Español de Reivindicación del Desarrollo Ecológico (VERDE) | 28.318                   | 0,14                        | 0                                                                   | |
| 1989                                   | Los Verdes-Lista Verde (LV-LV)                                     | 157.103                  | 0,77                        | 0                                                                   | Coalición de Los Verdes, Los Verdes Alternativos y Alternativa Ecologista de Catalunya. |
| 1989                                   | Los Verdes Ecologistas (LVE)                                       | 136.335                  | 0,67                        | 0                                                                   | |
| 1989                                   | Alternativa Verda-Moviment Ecologista de Catalunya (AV-MEC)        | 25.978                   | 0,13                        | 0                                                                   | |
| 1989                                   | Vértice Español de Reivindicación del Desarrollo Ecológico (VERDE) | 21.235                   | 0,10                        | 0                                                                   | |
| 1989                                   | Siete Estrellas Verdes (SEV)                                       | 1.411                    | 0,01                        | 0                                                                   | |
| 1989                                   | Partido Ecologista de Euskadi (Lista Verde)                        | 931                      | 0,0                         | 0                                                                   | |
| 1993                                   | Los Verdes (LV-LV)                                                 | 185.940                  | 0,79                        | 0                                                                   | Incluye a Els Verds-Confederació Ecologista de Catalunya. |
| 1993                                   | Partit Ecologista de Catalunya (PEC-Verdes)                        | 9.249                    | 0,04                        | 0                                                                   | |
| 1993                                   | Los Verdes del País Alicantino (PVPA)                              | 1.375                    | 0,01                        | 0                                                                   | |
| 1996                                   | Los Verdes Europeos (LVE)                                          | 61.689                   | 0,25                        | 0                                                                   | Coalición de Los Verdes, Los Verdes Alternativos, Euskal Herriko Berdeak y Alternativa Ecologista de Catalunya. |
| 1996                                   | Los Verdes-Grupo Verde (LV-GV)                                     | 17.177                   | 0,07                        | 0                                                                   | |
| 1996                                   | Los Verdes de Madrid (LV)                                          | 8.483                    | 0,03                        | 0                                                                   | |
| 1996                                   | Partit Ecologista de Catalunya (PEC-Verdes)                        | 4.305                    | 0,02                        | 0                                                                   | |
| 1996                                   | Partido Roji-Verde                                                 | 1.656                    | 0,01                        | 0                                                                   | |
| 1996                                   | LV Andalucía, LV Murcia, LV Extremadura                            | N/A                      | N/A                         | 0                                                                   | En coalición con Izquierda Unida. |
| 2000                                   | Los Verdes (VERDES)                                                | 70.906                   | 0,31                        | 0                                                                   | Incluye a Los Verdes de Madrid. |
| 2000                                   | Els Verds del País Valencià (EVPV)                                 | 58.551                   | 0,25                        | 0                                                                   | En coalición con el Bloc Nacionalista Valencià. |
| 2000                                   | Los Verdes Ecopacifistas                                           | 22.220                   | 0,10                        | 0                                                                   | |
| 2000                                   | Los Verdes de la Comunidad de Madrid (LV-CM)                       | 21.087                   | 0,09                        | 0                                                                   | |
| 2000                                   | Los Verdes-Grupo Verde+SOS Naturaleza                              | 20.618                   | 0,09                        | 0                                                                   | |
| 2000                                   | Els Verds Alternativa Verda (EV-AV)                                | 11.579                   | 0,05                        | 0                                                                   | |
| 2000                                   | LV Andalucía, LV Murcia, LV Extremadura                            | N/A                      | N/A                         | 0                                                                   | En coalición con Izquierda Unida. |
| 2004                                   | Los Verdes Ecopacifistas (LVE)                                     | 37.499                   | 0,14                        | 0                                                                   | |
| 2004                                   | Els Verds - Alternativa Ecologista (EV-AE)                         | 30.528                   | 0,12                        | 0                                                                   | |
| 2004                                   | Los Verdes de la Comunidad de Madrid (LVCM)                        | 19.600                   | 0,08                        | 0                                                                   | |
| 2004                                   | Los Verdes-Grupo Verde (LV-GV)                                     | 12.749                   | 0,05                        | 0                                                                   | |
| 2004                                   | Los Verdes de la Región de Murcia                                  | 7.074                    | 0,03                        | 0                                                                   | |
| 2004                                   | Los Verdes de Extremadura                                          | 3.133                    | 0,01                        | 0                                                                   | |
| 2004                                   | Grupo Verde Europeo (GVE)                                          | 2.662                    | 0,01                        | 0                                                                   | |
| 2004                                   | Els Verds Alternativa Verda (EV-AV)                                | 1.836                    | 0,01                        | 0                                                                   | |
| 2004                                   | Confederación de Los Verdes                                        | N/A                      | N/A                         | 1                                                                   | En coalición con el PSOE. Incluye Els Verds-Opció Verda. |
| 2004                                   | LV Aragón, LV Canarias, Els Verds del País Valencià                | N/A                      | N/A                         | 0                                                                   | En coalición con Izquierda Unida. |
| 2004                                   | Esquerra Verda - Iniciativa pel País Valencià                      | N/A                      | N/A                         | 0                                                                   | En coalición con el Bloc Nacionalista Valencià. |
| 2008                                   | Los Verdes                                                         | 41.531                   | 0,16                        | 0                                                                   | Incluye a Els Verds-Opció Verda y Los Verdes Ecopacifistas. |
| 2008                                   | Los Verdes-Grupo Verde (LV-GV)                                     | 30.840                   | 0,12                        | 0                                                                   | |
| 2008                                   | Los Verdes de Europa                                               | 20.419                   | 0,08                        |                                                                     | Coalición de Los Verdes de Europa y Los Verdes de la Comunidad de Madrid. |
| 2008                                   | LV Asturias, Els Verds de Mallorca                                 | N/A                      | N/A                         | 0                                                                   | En coalición con Izquierda Unida. |
| 2008                                   | Els Verds-Esquerra Ecologista del País Valencià                    | N/A                      | N/A                         | 0                                                                   | En coalición con el Bloc Nacionalista Valencià, Iniciativa del Poble Valencià y Los Verdes de Villena. |
| 2008                                   | Els Verds - Alternativa Ecologista (EV-AE)                         | 12.561                   | 0,05                        | 0                                                                   | |
| 2008                                   | Els Verds-Los Verdes (EV-LV)                                       | 7.824                    | 0,03                        | 0                                                                   | Coalición de Els Verds del País Valencià y Los Verdes Ecopacifistas. |
| 2008                                   | Els Verds Alternativa Verda                                        | 2.028                    | 0,01                        | 0                                                                   | |
| 2008                                   | Els Verds de Menorca                                               | N/A                      | N/A                         | 0                                                                   | Dentro de Unitat per les Illes. |
| 2011                                   | Equo                                                               | 216.748                  | 0,89                        | 0                                                                   | Dentro de Compromís en la Comunidad Valenciana y de ICV-EUiA en Cataluña. En coalición con PSM-EN, IniciativaVerds y Entesa per Mallorca en las Islas Baleares, y con Socialistas por Tenerife y Alternativa Sí Se Puede por Tenerife en Tenerife. En el resto de circunscripciones se presentaron en solitario. |
| 2011                                   | Federación de Los Verdes                                           | N/A                      | N/A                         | 0                                                                   | Izquierda Unida-Los Verdes: La Izquierda Plural. Incluye a EVPV, GM-LV, EV-OV y Verdes Extremadura, Ecosocialitas de la Región de Murcia, Verdes Castilla-La Mancha. |
| 2011                                   | Els Verds-Esquerra Ecologista del País Valencià                    | N/A                      | N/A                         | 0                                                                   | Izquierda Unida-Los Verdes: La Izquierda Plural. Dentro de Compromís. |
| 2011                                   | Los Verdes-Grupo Verde (LV-GV)                                     | 293                      | 0,0                         | 0                                                                   | |
| 2015                                   | X la Izquierda-Los Verdes                                          | 7.314                    | 0,03                        | 0                                                                   | En Madrid. El resto de la Federación de los Verdes no se presentó a las elecciones. |
| 2016                                   | -                                                                  | -                        | -                           | -                                                                   | La Federación de Los Verdes no se presentó a las elecciones |
| 2019 - I                               | -                                                                  | -                        | -                           | -                                                                   | La Federación de Los Verdes no se presentó a las elecciones |
| 2019 - II                              | Los Verdes                                                         | 3.287                    | 0,01                        | 0                                                                   | En Santa Cruz de Tenerife, Las Palmas y Melilla. El resto de la Federación de los Verdes no se presentó a las elecciones |
| Elecciones generales de España de 2023 | Sumar (coalición)                                                  | 3.011.122 votos de Sumar | 12.26 % porcentaje de Sumar | Senadores obtenidos por Sumar: 1, Diputados obtenidos por Sumar: 31 | En Canarias integró Drago Verdes Canarias, en Cataluña integró Esquerra Verda en el resto de España integró Verdes Equo, Alianza Verde (España), todos ellos integrados en Sumar (coalición). |

### Elecciones europeas
En la tabla figuran los resultados electorales de la Federación de los Verdes o sus denominaciones anteriores que se han presentado a las elecciones europeas.
| Elecciones | Candidatura                                    | Cabeza de lista            | Votos     | %     | Escaños |
| 1987       | Los Verdes                                     | Ramiro Pinto Cañón         | 107.625   | 0.56  | 0       |
| 1989       | Lista Verde                                    | Purificación González      | 164.524   | 1.04  | 0       |
| 1994       | Els Verds-Confederació Ecologista de Catalunya | Josep Puig i Boix          | 42.237    | 0.23  | 0       |
| 1999       | Los Verdes-Las Izquierdas de los Pueblos       | Guillermo Fernández-Obanza | 300.855   | 1.45  | 0       |
| 2004       | PSOE                                           | David Hammerstein          | 6.741.112 | 43,46 | 1       |
| 2009       | Europa de los Pueblos - Verdes                 | Oriol Junqueras (ERC)      | 394.938   | 2.49  | 1       |
| 2014       | La Izquierda Plural                            | Willy Meyer                | 1.562.567 | 9,99  | 6       |
| 2019       | Coalición Verde-Europa Ciudadana               | Alejandro León Lacal       | 65.504    | 0,29  | 0       |

1. ↑  Debido a la crisis interna de la Confederación, algunos de los partidos miembros se inscribieron en la candidatura de Grupo Verde.
2. ↑  Los cabezas de lista fueron Antoni Gutiérrez Díaz por IC-V, Guillermo Fernández-Obanza por Los Verdes, José Antonio Labordeta por CHA, Lourdes Díaz por EdeG y José Antonio Pino por IA.[48]
3. ↑  Las listas del PSOE incluían a los candidatos de Los Verdes, siendo elegidos finalmente Francisco Garrido y Joan Oms como diputados.
4. ↑  El primer puesto de la Confederación de Los Verdes en la candidatura fue Pura Peris.
5. ↑  Coalición de Gira Madrid-Los Verdes y el Partido de los Derechos Ciudadanos-Coalición Verde. El resto de la Federación de Los Verdes no se presentó a las elecciones.